# Ruda
Ruda – kopalina, czyli skała lub minerał, z której uzyskuje się jeden lub więcej składników. Ruda w sensie przemysłowym to minerał zawierający związki metali. W rudach występują też inne związki chemiczne, mniej przydatne bądź stanowiące odpad np. tlenki, które tworzą skałę płonną.

## Podział rud
Rudy dzieli się na monometaliczne (zawierające jeden metal) i polimetaliczne (zawierające więcej niż jeden metal). Ze względu na najczęściej występujące minerały rudne można je podzielić na:
- rudy żelaza: magnetyt, hematyt (tlenek żelaza(III)); limonit, syderyt (węglan żelaza(II))
- rudy cynku: blenda cynkowa (siarczek cynku); galman cynkowy (węglan cynku);
- rudy ołowiu: galena
- rudy miedzi: chalkozyn (siarczek miedzi(I)); chalkopiryt
- rudy metali nieżelaznych

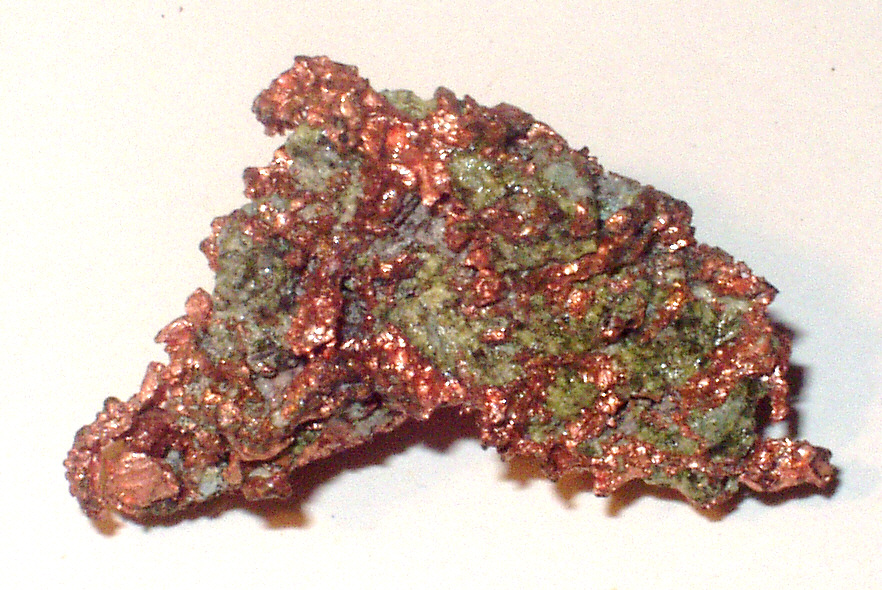
Ruda miedzi
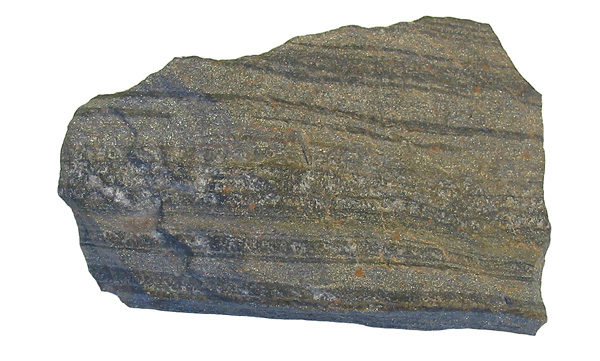
Ruda żelaza
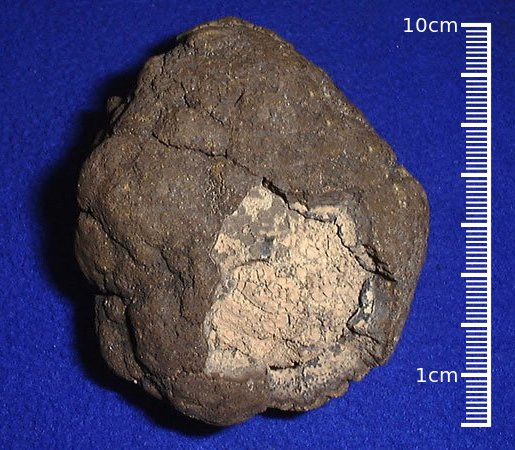
Ruda manganu
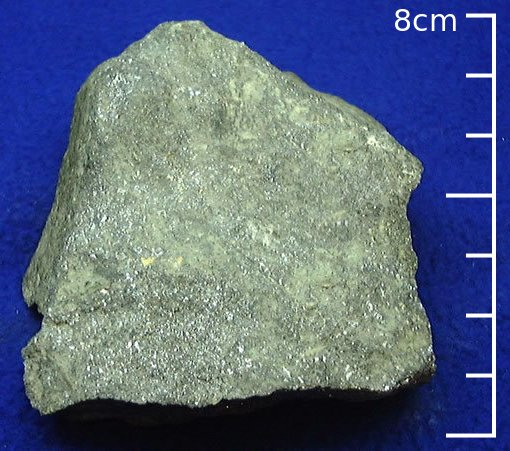
Ruda ołowiu
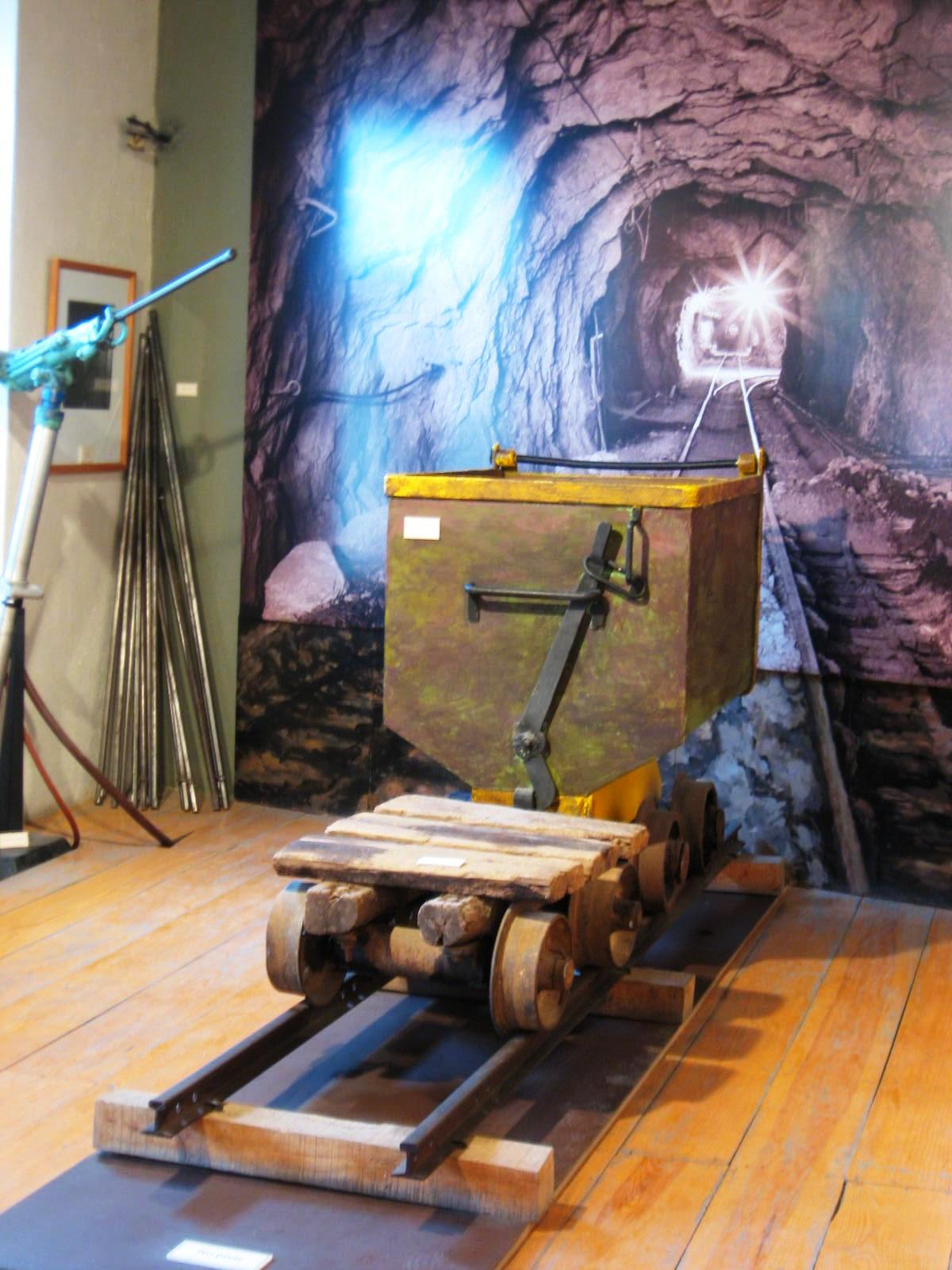
Wagonik do przewozu rud z kopalni na wystawie w Archiwum Historycznym i Muzeum Górnictwa w Pachuca, Meksyk